# Ружичка, Владимир
Владимир Ружичка (чеш. Vladimír Růžička; род. 6 июня 1963, Мост, Северочешский край) — чешский хоккейный нападающий и тренер.
- Как игрок — чемпион Олимпийских игр 1998 года и чемпион мира 1985 года, лучший бомбардир чемпионатов Чехословакии 1984, 1986, 1989 и чемпионата Чехии 1996, лучший снайпер чемпионатов Чехословакии 1984, 1985, 1986, 1988 и 1989, дважды признавался лучшим игроком Чехословакии (1986 и 1988).
- Как тренер — двукратный чемпион мира (2005 и 2010) со сборной Чехии, двукратный чемпион Чехии (2003 и 2008) с пражской «Славией», трижды признавался лучшим тренером чемпионата Чехии (2003, 2009 и 2011).

## Игровая карьера
В 1979 году Владимир Ружичка, отыграв два года в молодёжном составе «Литвинова», начал выступления за основной состав этого клуба. Через десять секунд после выхода на лёд в первом же своём матче в «основе» он сумел поразить ворота основного вратаря сборной Чехословакии — Иржи Кралика, сделав первый шаг в звёздной карьере.
В «Литвинове» Ружичка провёл следующие восемь сезонов. За время выступлений за «Литвинов» он три раза становился лучшим бомбардиром чехословацкой хоккейной лиги, а в 1986 году был признан лучшим игроком года. С командой он завоевал две медали чехословацкого первенства. С 1987 по 1989 год в рамках обязательной военной службы Ружичка выступал за тренчинскую «Дуклу», став лучшим игроком года в 1988 году, а на следующий год вице-чемпионом Чехословакии и лучшим бомбардиром лиги. За эти два сезона он забил в 89 матчах 84 шайбы, а по системе «гол плюс пас» набрал 149 очков. С 1983 года он постоянно входил в состав национальной сборной Чехословакии, почти каждый год завоёвывая в её составе медали чемпионатов мира. В 1985 году у себя на родине Ружичка стал чемпионом мира (и одним из двух лучших бомбардиров национальной сборной с восемью шайбами), за год до этого — вице-чемпионом Олимпийских игр в Сараево, а всего с 1983 по 1989 год получил пять медалей различного достоинства.
Уже в 1982 году 19-летний Ружичка был выбран в четвёртом круге драфта НХЛ командой «Торонто Мейпл Лифс» под 73-м номером. В тот момент у игроков из стран социалистического лагеря был только теоретический шанс когда-либо попасть в НХЛ, но в конце 80-х ситуация изменилась, и Ружичка в возрасте 26 лет в середине сезона 1989/1990 стал игроком «Эдмонтон Ойлерз». До конца регулярного сезона Ружичка провёл за «Ойлерз» 25 игр, выступая в первой тройке нападения с Яри Курри и Эсой Тикканеном (позиция, на которой до него выступал Уэйн Грецки) и набрав 17 очков по системе «гол плюс пас». Вскоре выяснилось, однако, что будучи грозной силой в нападении, Ружичка одновременно является слабым звеном в оборонительной игре — его баланс шайб за время на льду в 25 играх составил −21 очко. В плей-офф он не участвовал, но по итогам сезона стал одним из игроков, получивших в составе команды перстень обладателя Кубка Стэнли.
В межсезонье «Эдмонтон» продал Ружичку в «Бостон Брюинз», где тот быстро стал любимцем публики и провёл следующие три года в НХЛ. Значительную часть первого сезона он пропустил из-за травмы, но вернулся к началу плей-офф и стал одним из лидеров команды с 13 очками в 17 матчах. В следующем году ситуация изменилась, и уже другой бомбардир «Бостона», Кэм Нили, пропустил много игр из-за травм, а Ружичка стал лучшим в команде с 39 голами за сезон. В 1992 году в «Брюинз» пришёл новый тренер, Брайан Саттер, уделявший особое внимание игре в обороне, и при нём Ружичка оказался среди игроков, проводивших много времени на скамейке запасных. Покинув «Брюинз» в 1993 году как свободный агент, Ружичка подписал контракт с «Оттава Сенаторз», но провёл за новую команду только полсезона, расставшись с ней и с НХЛ после ссоры с главным тренером.
Вернувшись в Европу, Ружичка остаток игровой карьеры провёл в пражской «Славии», которую в первый свой сезон вывел из второго дивизиона, а в сезоне 1995/1996 стал лучшим игроком Экстралиги по системе «гол плюс пас». За пять лет в «Славии» он ни разу не закончил сезон менее чем с 20 голами и 50 очками по системе «гол плюс пас». В 1998 году он был приглашён в состав сборной Чехии к Олимпийским играм в Нагано. Ветеран Ружичка в 34 года получил капитанскую повязку и стал со сборной олимпийским чемпионом, забросив за шесть игр три шайбы, в том числе сравняв счёт в четвертьфинальном поединке с командой США.

### Статистика выступлений
- Сборная Чехословакии и Чехии — 200 матчей, 112 голов, в том числе на Олимпийских играх 21 игра, 11 голов, 9 передач, на чемпионатах мира 50 игр, 25 голов, 25 передач[4]
- НХЛ
  - Регулярный сезон — 233 матча, 82 гола, 85 передач
  - Плей-офф — 30 матчей, 4 гола, 14 передач
- Чемпионат Чехословакии и Чехии — 690 матчей, 436 голов, 433 передачи[4]
- Чемпионат Швейцарии (плей-офф 1994 года) — 6 матчей, 2 гола, 5 передач[5]

## Тренерская карьера
Завершив игровую карьеру в середине сезона 1999/2000 из-за травмы, Ружичка незамедлительно занял пост главного тренера «Славии», с которой постоянно работал после этого более десяти лет, за которые выиграл с командой семь медалей национального первенства, из них две (в 2003 и 2008 годах) — высшего достоинства. В июне 2010 года команда продлила контракт со своим главным тренером до 2017 года.
Некоторое время Ружичка занимал пост помощника главного тренера сборной Чехии, а после гибели Ивана Глинки в 2004 году возглавил национальную команду, завоевав с ней золотые медали чемпионата мира 2005 года. Вторично он принял бразды управления сборной в 2009 году. После чемпионата мира 2009 года и Олимпийских игр 2010 года, где чехи не вышли в полуфинал, продолжив серию неудач, тянущуюся с 2007 года, Ружичка привёл сборную к золотым медалям постолимпийского чемпионата мира в Германии, добившись последовательных побед над командами Финляндии, Швеции и России.
По окончании сезона 2013/14 Ружичка в очередной раз стал главным тренером национальной сборной, расставшись со «Славией», которую тренировал в течение 14 лет подряд. После чемпионата мира 2015 года, на котором чехи, принимавшие турнир, остались без медалей, в местной прессе распространились обвинения в адрес Ружички в вымогательстве: он предположительно требовал взятку от родителей хоккеиста, претендовавшего на место в составе «Славии». В начале июня 2015 года Ружичка покинул пост главного тренера сборной Чехии; вскоре было объявлено, что у него подписан тренерский контракт с клубом экстралиги «Пираты» (Хомутов). Под его руководством «Пираты» побывали в четвертьфинале и полуфинале национального первенства, но по итогам сезона 2018/19 команда, испытывавшая финансовые трудности, покинула высший дивизион. После этого, хотя контракт Ружички с хомутовским клубом был заключён на 10 лет, команда рассталась с тренером. 23 октября 2019 года было объявлено о назначении Владимира Ружички главным тренером клуба «Маунтфилд» (Градец-Кралове). Там он проработал на протяжении двух сезонов.
Летом 2021 года стал главным тренером клуба чешской первой лиги «Кадань». Б ноябре 2021 он стал главным тренером клуба Литвинов.

## Личная жизнь
В 19 лет женился на своей подруге Еве (род.1962 г.), с которой познакомился в 9-м классе средней школы. В 1982 году у них родилась дочь Ева, а семь лет спустя, в 1989 году родился сын Владимир, который сейчас играет в клубе экстралиги «Спарта» (Прага). В 2015 году Ружичка стал дедом, у его старшей дочери Евы родился сын Лукаш. После продолжительной болезни, 20 февраля 2016 года, умерла жена Ружички Ева, с которой он прожил почти 34 года. После смерти жены Ружичка женился во второй раз, в июне 2017 года его женой стала Мария Павловска, которая моложе него на 25 лет. 10 октября 2017 года у них родилась дочь Лейла.